# Зиловы
Зиловы — русский дворянский род, восходящий к концу XVI в.

## История
По традициям рода старший брат наследовал замок, а все младшие уходили в Тевтонский Орден. После Грюнвальдской битвы 1410 года и перехода главы ордена в протестантизм (в 1525), переместились в Россию, где служили капитанами мушкетёров Кремля. В XVII веке им было пожаловано российское дворянство, и они были позже вписаны в VI-е части книг Московской и Тверской губерний.
Зилов, Фёдор Михайлович — дворянин на Земском соборе, 1566. С установлением Российской империи часть Зиловых занималась преподаванием и медициной, но большая часть служила в жандармерии, хотя всегда могла перейти в гвардию.
- Зилов, Пётр Алексеевич (1850—1921) — русский физик, профессор Варшавского университета.

## Описание герба
В верхней серебряной половине щита, изображена выходящая с левой стороны из облака рука, облеченная в латы с булавой. В нижней половине, в правом голубом поле, означен золотой крест, под ним серебряный полумесяц, рогами обращённый вниз, над тремя золотыми звёздами, а в левом красном поле находится ездок, вооружённый саблей на белом коне скачущий в правую сторону, имеющий в руках натянутый лук со стрелой, а за плечами колчан. Щит увенчан дворянским шлемом и короной со страусовыми перьями. Намёт на щите серебряный, подложенный голубым и красным.
Герб рода Зиловых внесен в Часть 9 Общего гербовника дворянских родов Всероссийской империи, стр. 41